# Límit de velocitat

Senyals de velocitat màxima

El límit de velocitat és la velocitat permesa per la llei a la carretera. Es pot tractar de límits màxims (que poden ser variables), mínims o inexistents. Sovint s'indica el límit de velocitat per mitjà d'un senyal de trànsit. Els límits de velocitat solen ser fixats pels cossos legislatius dels governs nacionals o provincials i són controlats per la policia nacional i regional i/o els organismes judicials.
El primer límit de velocitat màxima fou introduït al Regne Unit el 1860: 16 km/h. Entre el 2005 i el 2010, el límit de velocitat senyalitzat més alt era de 160 km/h a Abu Dhabi, però el 2011 fou reduït a 140 km/h. Tanmateix, algunes carreteres no tenen límit de velocitat per a certs tipus de vehicles. Les més conegudes són les Autobahnen alemanyes, en què els conductors d'automòbil no tenen una velocitat màxima determinada.